# Norman Birkett
Pour les articles homonymes, voir Birkett.
(William) Norman Birkett (6 septembre 1883 – 10 février 1962), 1er baron Birkett, membre du Conseil privé du Roi, est un avocat et juge britannique réputé.
Birkett était juge suppléant pour le Royaume-Uni au procès de Nuremberg.

## Biographie
Né à Ulverston dans le Lancashire, il est le quatrième des cinq enfants de Thomas Birkett († 1913) et sa première femme, Agnès Tyson († 1886).
Élu à la Chambre des communes du Royaume-Uni pour Nottingham Est en 1923-1924, puis réélu en 1929-1931, Birkett fut nommé au Conseil privé du roi en 1924 et est promu Lord justicier à la cour d'appel d'Angleterre et du Pays de Galles en 1950. Il fut créé baron Birkett dans la pairie du Royaume-Uni le 31 janvier 1958.

## Distinctions honorifiques
- Knight Bachelor (1941)
- Baron (1958).

## Barons Birkett
- 1958-1962 – 1re : Norman Birkett, création ;
- 1962-2015 – 2e : Michael Birkett (1929-2015), fils du précédent ;
- depuis 2015 – 3e : Thomas Birkett (né en 1982), fils du précédent[3].